# Knooppunt Maanderbroek
Der Knooppunt Maanderbroek ist ein Autobahndreieck in der niederländischen Provinz Gelderland im Westen der Gemeinde Ede. Es verbindet den Rijksweg 12 (A12: Oberhausen–Arnhem–Utrecht–Den Haag) mit dem Rijksweg 30 (A30: Richtung Amersfoort).
Benannt ist das Autobahndreieck nach den ehemaligen Dorf Manen, was früher südlich das Stadtkerns von Ede, in der Nähe des heutigen Dreiecks lag. Heute erinnern in Ede noch viele Straßennamen wie Maanderweg, Verlengde Maanderweg, Maanderbuurtweg, Nieuwe Maanderbuurtweg, Maanderdijk und Maanderbroekweg an das Dorf, sowie der Stadtteil von Ede Maandereng. Ein „broek“ beschreibt im niederländischen eine Senke, in der meist auch das Grundwasser steht. Durch die niedrige Lage, etwa 20 Meter unterhalb des Stadtkerns von Ede, wurde das Autobahnkreuz dementsprechend Maanderbroek genannt.

## Geschichte

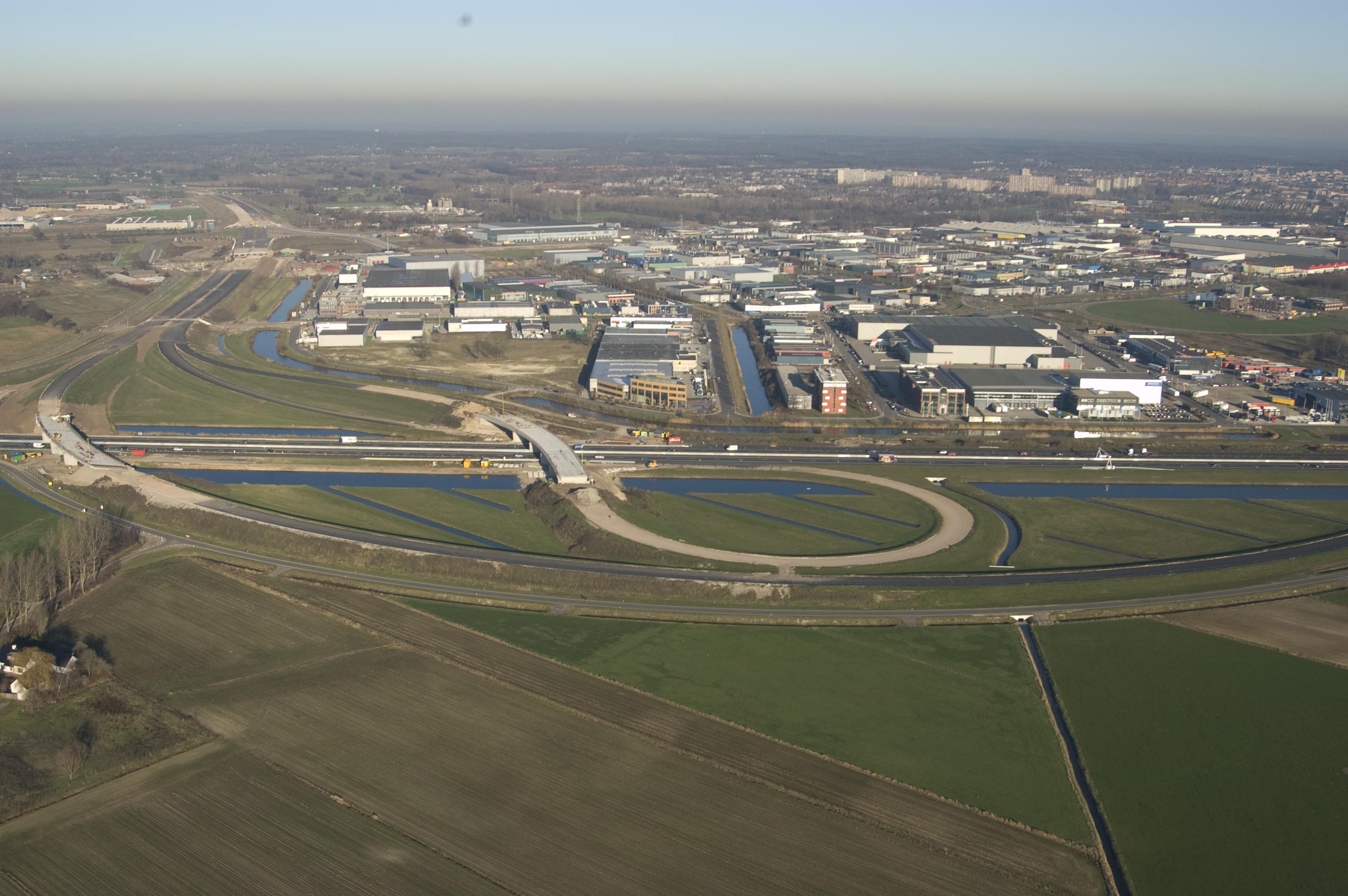
Der Knooppunt Knooppunt Maanderbroek im Bau – Luftaufnahme

Der Knoten wurde am 12. Juli 2004 mit der Fertigstellung des Ausbaus der N30 zur A30 zwischen Ede-Noord und dem Knooppunt Maanderbroek für den Verkehr freigegeben. Der sehr große Bedarf eines kreuzungsfreien Dreiecks in diesem Bereich wurde vor allem durch die in den Folgejahren stark ansteigenden Fahrzeugzahlen, die das Autobahndreieck passieren, auf 50.000 Fahrzeuge pro Tag, klar.
Im Jahre 2009 wurde der Zusatzfahrstreifen der A12 zwischen Veenendaal und Ede eröffnet. Während des Baus mussten auch kleine Veränderungen am Knooppunt Maanderbroek vorgenommen werden.

## Bauform
Das Autobahndreieck ist in Form einer modifizierten Trompete gebaut. Der Unterschied zu einem regulären Trompeten-Autobahndreieck ist nur, dass die Rampe Utrecht–Amersfoort sich mit der Rampe Arnhem–Amersfoort kreuzt, weswegen sich die Fahrzeuge aus Richtung Utrecht jeweils von rechts einordnen müssen. Diese Modifizierung wurde vorgenommen um dem Verkehr aus Richtung Arnhem, dem hier eine höhere Priorität eingeräumt wurde, einen besseren Verkehrsfluss zu ermöglichen.
Die Verbindungsrampe von Arnhem Richtung Amersfoort ist auf der kompletten Länge zweispurig ausgebaut. Die Rampen Utrecht–Amersfoort und Amersfoort–Arnhem sind teilweise zweispurig ausgebaut, wobei letztere erst kurz vor der Einordnung auf die A12 einspurig wird. Einzig die Verbindungsrampe von Amersfoort Richtung Utrecht ist durchgehend einspurig.